# ويليام أونيك
وليام أونيك (1926- 20 فبراير 1957) شرطيًا أوغنديًا وقاتلًا جماعيًا متسلسلًا، مجموع ما قتله 57 شخصًا في جريمتي قتل منفصلتين بفارق ثلاث سنوات.

## جرائم القتل
ارتكب أونيك، وهو مواطن أوغندي وأحد أفراد شعب الأتشولي، أول جريمة قتل له بالقرب من ماهاجي، الكونغو البلجيكية في عام 1954، حيث قتل 21 شخصًا بفأس في غضون ساعة ونصف، قبل أن يهرب وينتهي به المطاف في إقليم تنجانيقا. ولم يتم التأكد من الدافع وراء هذه الجريمة مطلقًا.
كان السبب وراء ذلك هو سوء تفاهم اجتماعي غير محدد مع رئيسه، فقام أونيك بشن هجوم ثانٍ بدأ في الساعات الأولى من صباح الحادي عشر من فبراير 1957. مسلحًا ببندقية شرطة مسروقة و50 طلقة ذخيرة وفأس، بدأ في قتل الناس في منطقة مالامباكا، وهي قرية تبعد حوالي 40 ميل (64 كـم) مدينة كراكوف. جنوب شرق موانزا.
في غضون اثنتي عشرة ساعة، قتل أونيك بالرصاص عشرة رجال وثماني نساء وثمانية أطفال، وقتل خمسة رجال آخرين بالفأس، وطعن آخر، وأحرق امرأتين وطفلًا، وخنق فتاة تبلغ من العمر 15 عامًا، وبالتالي قتل ما مجموعه 36 شخصًا. بعد ذلك قام بتغيير زي الشرطة إلى ملابس مسروقة من إحدى ضحاياه وهرب. ومن بين القتلى، بحسب ما ورد، زوجته، التي قتلها في كوخهم قبل أن يشعل فيه النار،  بالإضافة إلى زوجة رقيب شرطة.

## مطاردة وموت
على مدار تسعة أيام، كان أونيك هدفًا لعمليات البحث المكثفة التي قادها رجال قبيلة واسوكوما، مدعومين بالشرطة وسرية من جنود بنادق الملك الأفريقية، في واحدة من أعظم حملات المطاردة التي شهدتها تنجانيقا حتى ذلك الحين.
على الرغم من عملية البحث المكثفة، التي شملت الكلاب والطائرات، والمكافأة المعلنة التي بلغت 350 دولارًا، فقد أفلت أونيك من مطارديه حتى ظهر أخيرًا في منزل إيومبو بن إيكومبو، الذي كان يعيش 2 ميل (3.2 كـم) بعيدًا عن مالامباكا، بحثًا عن الطعام. وعندما أبلغ إيومبو الشرطة بالحادثة، طلبوا منه إبقاء أونيك معه وإخطارهم في حالة عودة القاتل إلى منزله مرة أخرى. عاد أونيك، وهو لا يزال مسلحًا، إلى الظهور في حوالي الساعة 1:00في اليوم التالي. أرسل إيومبو زوجته إلى الشرطة، وأعطى أونيك الطعام ودخل في محادثة معه لمدة ساعتين تقريبًا حتى وصلت النجدة. في تلك اللحظة، خرج إيومبو من منزله، حيث ألقى أحد ضباط الشرطة قنبلة دخان، مما أدى إلى اشتعال النار في المنزل. أصيب أونيك بجروح بالغة أثناء محاولته التهرب من القبض عليه، وتوفي لاحقًا متأثرًا بجراحه في مستشفى موانزا، وتوفي في 20 فبراير. حصل إيومبو لاحقًا على مكافأة مالية قدرها 125 جنيهًا إسترلينيًا، بالإضافة إلى ميدالية الإمبراطورية البريطانية لشجاعته التي أدت إلى القبض على الشرطي.

## العواقب
ردًا على جرائم القتل، تم إنشاء صندوق لمساعدة أحفاد القتلى، وتم بناء عيادة للولادة كنصب تذكاري لضحايا أونيك.
يُعد هجومه من بين أكثر الهجمات فتكًا في القرن العشرين. في ذلك الوقت، كانت مذبحته عام 1957 أعنف حادث إطلاق نار جماعي مسجل في التاريخ حتى حادثة وو بوم كون عام 1982.